# Shunchang (socken i Kina)
Shunchang (kinesiska: 顺场, 顺场苗族彝族布依族乡) är en socken i Kina. Den ligger i provinsen Guizhou, i den sydvästra delen av landet, omkring 190 kilometer väster om provinshuvudstaden Guiyang.